# آگوستا (ایلینوی)
آگوستا (به انگلیسی: Augusta) یک منطقهٔ مسکونی در ایالات متحده آمریکا است که در شهرستان هنکاک، ایلینوی واقع شده‌است. آگوستا ۱٫۷۹ کیلومتر مربع مساحت و ۵۵۳ نفر جمعیت دارد.